# Socialistisk Arbejderpolitik
 For alternative betydninger, se SAP. (Se også artikler, som begynder med SAP)
Socialistisk Arbejderpolitik (forkortet SAP) er en revolutionært trotskistisk dansk organisation og den danske sektion af Fjerde Internationale (genforenet). Organisationen hed indtil 23. november 2014 Socialistisk Arbejderparti.
SAP blev stiftet i 1980 som en videreførelse af Revolutionære Socialisters Forbund (forkortet RSF). Partiet stillede op til Folketinget, under navnet Internationalen-Socialistisk Arbejderparti og med partibogstavet I, ved 1981-, 1984-, og 1987-valgene. Det fik mindre end 0,1% af stemmerne hver gang, og faldt dermed under spærregrænsen.
I 1989 var man med til at danne Enhedslisten, og medlemmet Søren Søndergaard har således siddet i Folketinget for Enhedslisten. I 2011 blev medlemmerne Pernille Skipper og Jørgen Arbo-Bæhr valgt til Folketinget for Enhedslisten. Skipper var fra maj 2016 til februar 2021 Enhedslistens politiske ordfører.
Partiavisen Socialistisk Information (forkortet SI) udgives som nyhedsbrev hver 14. dag. Fra juni 2011 til januar 2015 udkom det også i trykt form en gang i kvartalet. Før juni 2011 udkom Socialistisk Information som et måneds-tidsskrift.

## Valgresultater
| Folketingsvalg | Stemmer | Procent | Mandater |
| -------------- | ------- | ------- | -------- |
| 1981           | 2.034   | 0,1 %   | 0        |
| 1984           | 2.151   | 0,1 %   | 0        |
| 1987           | 1.808   | 0,0 %   | 0        |